# Henry C. Snodgrass

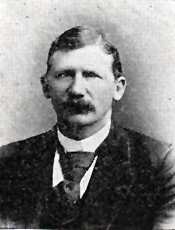
Henry C. Snodgrass

Henry Clay Snodgrass (* 29. März 1848 bei Sparta, White County, Tennessee; † 22. April 1931 in Altus, Oklahoma) war ein US-amerikanischer Politiker. Zwischen 1891 und 1895 vertrat er den Bundesstaat Tennessee im US-Repräsentantenhaus.

## Werdegang
Henry Snodgrass war ein Onkel von Charles Edward Snodgrass (1866–1936), der zwischen 1899 und 1903 ebenfalls für den Staat Tennessee im Kongress saß. Er besuchte zunächst die Sparta Academy. Nach einem anschließenden Jurastudium an der Cumberland University in Lebanon und seiner im Jahr 1870 erfolgten Zulassung als Rechtsanwalt begann er in Sparta in seinem neuen Beruf zu arbeiten. Außerdem wurde er in der Landwirtschaft tätig. Während des Bürgerkrieges diente er als Soldat im Heer der Konföderation.
Politisch war Snodgrass Mitglied der Demokratischen Partei. Von 1878 bis 1884 war er Staatsanwalt im fünften Gerichtsbezirk von Tennessee. Bei den Kongresswahlen des Jahres 1890 wurde er im dritten Wahlbezirk von Tennessee in das US-Repräsentantenhaus in Washington, D.C. gewählt, wo er am 4. März 1891 die Nachfolge von H. Clay Evans antrat. Nach einer Wiederwahl konnte er bis zum 3. März 1895 zwei Legislaturperioden im Kongress absolvieren. Bei den Wahlen des Jahres 1894 unterlag er dem Republikaner Foster V. Brown.
1896 war Henry Snodgrass Delegierter zur Democratic National Convention in Chicago, auf der William Jennings Bryan erstmals als Präsidentschaftskandidat nominiert wurde. In den folgenden Jahren praktizierte er wieder als Anwalt in Sparta. Später zog er nach Gould in Oklahoma, wo er in der Landwirtschaft arbeitete. Er starb am 22. April 1931 in Altus, wo er auch beigesetzt wurde.